# Île de l'Assomption (Seychelles)
Pour les articles homonymes, voir Assomption (homonymie).
L'île de l'Assomption, en anglais Assumption Island, est une île des Seychelles dans l'océan Indien.

## Géographie

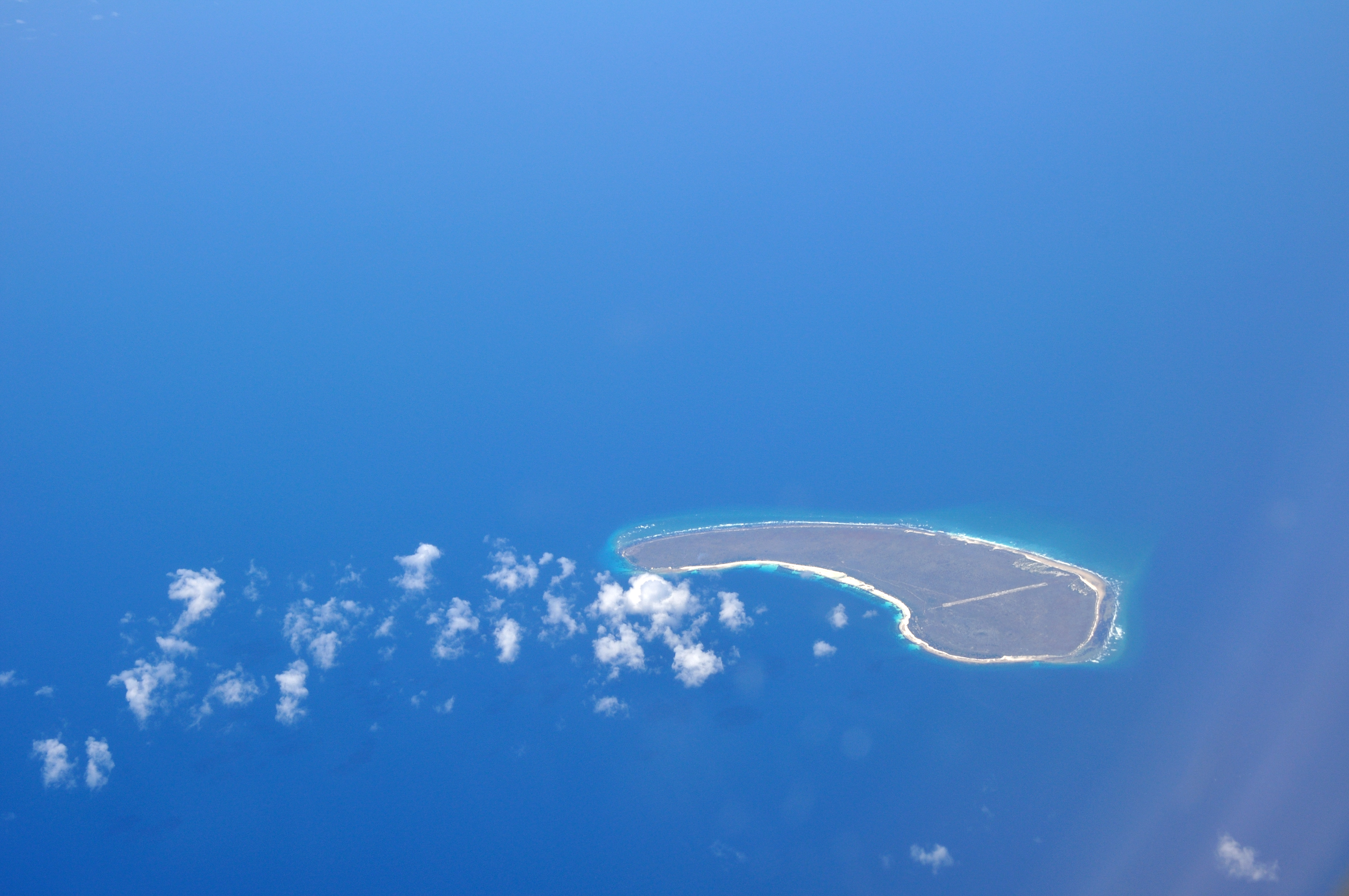
Vue aérienne de l'île de l'Assomption.

L'île de l'Assomption est située dans le Sud-Ouest des Seychelles et des îles Extérieures, à 1 140 kilomètres de distance de Mahé, l'île principale du pays située en direction du nord-est. Elle forme le groupe d'Aldabra avec Aldabra située à une quarantaine de kilomètres au nord, Cosmoledo en direction de l'est et l'île Astove vers le sud-est.
L'île a une forme de virgule de sept kilomètres de longueur dans le sens nord-sud et 2,5 kilomètres de largeur pour une superficie de 11,07 km2. L'intérieur de l'île est relativement plat avec la présence de dunes sur les côtes sud-est dont l'une culmine à 32 mètres d'altitude. L'île de l'Assomption est couverte d'une végétation tropicale arbustive composée d'une ancienne cocoteraie et de Casuarina. Des gisements de guano se trouvaient dans le centre de l'île mais depuis leur exploitation, de nombreux rochers et cavités ont été dégagés. Un aérodrome (en) construit en 1990 se trouve dans le Sud de l'île, à proximité du campement où vivent 7 personnes et d'où partent des pistes en béton.
Le littoral de l'île de l'Assomption est majoritairement représenté par des plages de sable, dont celles de la côte occidentale qui mesure cinq kilomètres de longueur et d'où ressortent des récifs coralliens émergés. Ces plages constituent un important site de ponte pour les tortues marines. Son accès aisé par la mer et la présence d'un étroit récif corallien faisant le tour de l'île en font un site de plongée apprécié.
Le gecko de l'île de l'Assomption est une espèce de gecko endémique de l'île.

## Histoire
Nicolas O'Murphy commandant la frégate le Cerf, la découvrit le 14 août 1756, fête de l'Assomption.
Jusqu'en 1983, des gisements de guano ont été exploités sur l'île.
Des séquences du documentaire Le Monde du silence ont été tournées sur l'île de l'Assomption en 1956.

## Base militaire indienne
Début 2018, l'armée indienne a négocié un accord de vingt ans avec les Seychelles pour installer une base militaire sur l'île de l'Assomption. Dans le même temps, l'armée indienne aurait également négocié la création de facilités militaires et aéroportuaires sur la petite île d'Agalega, appartenant à l'île Maurice et située au sud de l'archipel des Seychelles. Cet accord a été finalisé lors d'une visite officielle de Narendra Modi aux Seychelles en mars 2018.